# مجرة هوغ
جرم هوغ أو مجرة هوغ مجرة غير نموذجية من النوع المعروف باسم مجرة حلقية. سميت المجرة نسبة للفلكي الأمريكي آرثر هوغ الذي اكتشفها في عام 1950 والتي تم تحديدها على أنها إما سديم كوكبي أو مجرة غريبة
مجرة هوج تقع في إتجاة كوكبة الحية على بعد 600 مليون سنة ضوئية

## خصائص
مجرة هوج مجرة حلقية مثالية تتكون من النجوم الزرقا الحديثة والساخنة تشكل حلقة حول نواة صفراء قديمة، قطر اللب الداخلي 6 "(ثانية من قوسية) حوالي 17 ± 0.7 الف سنة ضوئية (5.3 ± 0.2 الف فرسخ فلكي) في حين أن الحلقة المحيطة بها قطرها الداخلي 75 ± 3 الف سنة ضوئية (24.8 ± 1.1 الف فرسخ فلكي) ويبلغ قطرها الخارجي من 121 ± 4 الف سنة ضوئية (39.9 ± 1.7 الف فرسخ فلكي)،
وهي أكبر قليلا من مجرة درب التبانة.